# Disociace
Disociace  (latinsky dissociare, česky oddělit) je děj, při kterém dochází ke štěpení molekul nebo komplexů na dvě nebo více molekul, iontů nebo radikálů.  Tento proces je většinou vratný. Disociační energie je energie potřebná k rozdělení chemické vazby. Opakem disociace je asociace nebo rekombinace.
Míra disociace je určena disociační konstantou, poměrem disociované a nedisociované formy pro danou koncentraci.
Míra disociace vody je určena iontovým součinem vody. Ve vodném roztoku je vždy kromě molekul H2O také určité množství oxoniových kationtů H3O+ a hydroxylových aniontů OH−. Součin koncentrací obou těchto iontů je ve vodných roztocích za konstantních podmínek vždy konstantní a je označován jako iontový součin vody.
Faktor pH úzce souvisí s disociací v roztocích a udává jejich neutralitu, kyselost nebo zásaditost. Faktor pH je záporným logaritmem koncentrace vodíkových iontů v roztoku.

## Disociační konstanta
U kyselin a zásad, které mohou být rozpustné i v nedisociované formě, se udává disociační konstanta. Je to poměr disociované a nedisociované formy pro danou koncentraci. Při reverzibilní disociaci látky AB dojde k rozkladu na kationt A+ a aniont B− a v chemické rovnováze pro ni platí rovnice:
{\displaystyle {\ce {AB <=> A+ + B-}}}
Disociační konstanta Kd je poměr disociovaných iontů k původní sloučenině, závorky v rovnici  označují rovnovážné koncentrace:
{\displaystyle K_{d}=\mathrm {\frac {[A+][B-]}{[AB]}} }

## Iontový součin vody
Ve vodném roztoku je vždy kromě molekul H2O také určité množství oxoniových kationtů H3O+ a hydroxylových aniontů OH−. Součin koncentrací těchto iontů je ve vodných roztocích za konstantních podmínek vždy konstantní a je označován jako iontový součin vody. Při standardních podmínkách má hodnotu 10−14. V čisté vodě je látková koncentrace obou iontů stejná, H3O+ má hodnotu 10−7 a OH− má také hodnotu 10−7. 

## Faktor pH
Faktor pH nebo vodíkový exponent  (potential of hydrogen, potenciál vodíku) úzce souvisí s disociací a vyjadřuje, zda vodný roztok reaguje neutrálně, kysele nebo zásaditě. Jedná se o logaritmickou stupnici s rozsahem hodnot od 0 do 14. Neutrální voda má  při standardních podmínkách pH=7, kyseliny mají pH < 7, zásady mají pH > 7.
Souvislost mezi iontovým součinem a pH:
Kyselost vzniká přebytkem H3O+, při zvýšení koncentrace 10−7 iontů H3O+ v neutrálního stavu 1000krát tedy na 10−4 bude mít pH roztoku hodnotu 4.
Zásaditost vzniká přebytkem OH−, při zvýšení koncentrace 10−7 iontů OH− v neutrálního stavu 1000krát tedy na 10−4 bude mít pH roztoku hodnotu 10. Protože platí, že součin kationtů H3O+ a aniontů OH− je vždy 10−14, koncentrace iontů H3O+ tedy klesne na 10−10, což odpovídá pH = 10.

## Disociace kyselin
Kyseliny jsou látky, které jsou podle Brönstedovy teorie schopny poskytovat protony. Mezi chováním silných a slabých kyselin jsou rozdíly. Zatímco silné kyseliny jsou schopny úplné disociace dokonce i v silně kyselém prostředí, slabé kyseliny v kyselém roztoku uvolňují proton jen částečně. Většina biochemických sloučenin se chová jako slabé kyseliny. 
Příklad disociace kyseliny sírové:
H2SO4 → 2H+ + SO42–

## Disociace zásad
Zásady jsou látky, které jsou podle Brönstedovy teorie schopny poskytovat hydroxilový aniont OH–. Stejně jako u kyselin existují slabé a silné zásady.
Příklad disociace hydroxidu draselného:
KOH → K+ + OH–

## Disociace solí
Soli jsou chemické sloučeniny iontového charakteru. Obsahují kladnou (kationty) i zápornou složku (anionty), takže celá sloučenina je neutrální. Jednotlivé složky mohou být organické i anorganické, jedno i víceatomové.
Disociací solí v roztoku (nejčastěji ve vodě) dochází k oddělení kationtů a aniontů. Vzniká elektrolyt, který vede elektrický proud. Proud zde však nepřenášejí elektrony jako u kovů (vodiče I. řádu), ale ionty (vodiče II. řádu).
Slabý elektrolyt je látka, jejíž rozpustný roztok obsahuje pouze malý počet iontů. Silný elektrolyt je látka, jejíž rozpustný roztok obsahuje většinou pouze ionty.
Příklad disociace soli chloridu sodného:
NaCl → Na+ + Cl–

## Průběh disociace
Při elektrolytické disociaci dochází v roztoku k rozpadu iontových látek na jednotlivé ionty. Tento děj většinou probíhá ve dvou krocích :
1. Rozklad krystalové mřížky – molekuly rozpouštědla vytrhávají z krystalové mřížky jednotlivé ionty
2. Obalování (solvatace) – molekuly rozpouštědla solvatují (obalují) ionty látky.

Při tepelné disociaci způsobené dodáním tepla z okolí nastává podobný průběh.